# Cantón de Saint-Germain-en-Laye-Sur
El cantón de Saint-Germain-en-Laye-Sur era una división administrativa francesa, que estaba situada en el departamento de Yvelines y la región de Isla de Francia.

## Composición
El cantón estaba formado por dos comunas, más una fracción de la comuna que le daba su nombre:
- Aigremont
- Chambourcy
- Saint-Germain-en-Laye (fracción)

## Supresión del cantón de Saint-Germain-en-Laye-Sur
En aplicación del Decreto nº 2014-214 de 21 de febrero de 2014, el cantón de Saint-Germain-en-Laye-Sur fue suprimido el 22 de marzo de 2015 y sus 3 comunas pasaron a formar parte del nuevo cantón de Saint-Germain-en-Laye.